# Барт (медведь)
Медведь Барт (англ. Bart the Bear; родился 19 января 1977 в Балтиморе, штат Мэриленд, США; умер 10 мая 2000 в Парк Сити, штат Юта, США) — бурый медведь подвида кадьяк, один из самых известных зверей-киноактёров. Будучи матёрым, имел рост 2,90 м и весил более 700 кг.  В 1998 году у Барта был обнаружен рак правой лапы. В течение следующих двух лет ему были проведены 2 операции, однако случился рецидив и оперировать ещё раз было опасно. Барта усыпили во время съёмок документального фильма Брэда Питта «Выращивая гризли» 10 мая 2000 года. Дрессировщиками Барта были Даг Сеус (англ. Doug Seus) и Линн Сеус (англ. Lynn Seus).

## Фильмография
| Год  |   | Русское название        | Оригинальное название                                     | Роль             |
| ---- | - | ----------------------- | --------------------------------------------------------- | ---------------- |
| 1981 | ф | —                       | Windwalker                                                | Медведь          |
| 1983 | ф | —                       | Kenny Rogers as The Gambler: The Adventure Continues (TV) | Медведь          |
| 1986 | ф | Племя пещерного медведя | The Clan of the Cave Bear                                 | Пещерный медведь |
| 1986 | ф | —                       | Louis L'Amour's Down the Long Hills (TV)                  | Медведь          |
| 1988 | ф | На лоне природы         | The Great Outdoors                                        | Плешивый медведь |
| 1988 | ф | Медведь                 | The Bear                                                  | Медведь кадьяк   |
| 1990 | ф | —                       | Lost in the Barrens (TV)                                  | Медведь          |
| 1990 | ф | —                       | «The Young Riders» (эпизод «Decoy»)                       |                  |
| 1991 | ф | Белый клык              | White Fang                                                | Медведь          |
| 1991 | ф | —                       | The Giant of Thunder Mountain                             | Медведь          |
| 1994 | ф | В смертельной зоне      | On Deadly Ground                                          | Медведь          |
| 1994 | ф | Легенды осени           | Legends of the Fall                                       | Медведь          |
| 1996 | ф | —                       | «Les amants de rivière rouge» (TV)                        | Медведь          |
| 1997 | ф | Великан с громовой горы | Walking Thunder                                           |                  |
| 1997 | ф | На грани                | The Edge                                                  | Медведь-людоед   |
| 1998 | ф | Встречайте Дидлов       | Meet the Deedles                                          | Медведь          |